# Thallarcha phaedropa
Thallarcha phaedropa är en fjärilsart som beskrevs av Edward Meyrick 1886. Thallarcha phaedropa ingår i släktet Thallarcha och familjen björnspinnare. Inga underarter finns listade i Catalogue of Life.